# Cosedera
En ingeniería naval  se da el nombre de cosedera a varias piezas de construcción, significándose cada una por la posición que ocupa o por la pieza de más importancia con que se relaciona.
Así se llama cosedera la primera traca de tablones de las dos o tres que se compone el contratrancanil. Cuando este no existe, entonces es la última tabla que aplica contra el costado. 
Reciben asimismo el nombre de cosedera:
- cada una de las tracas de tablones de forro adaptados en la parte inferiro de la cinta;
- el tablón de sobretrancanil que tiene una anchura equivalente a la distancia que hay desde éste al borde inferiro de las postas de la batería;
- cada una de las dos hiladas de tablones gruesos que se colocan en las amuradas de una batería, entre el trancanil y el batiporte inferior, yendo desde la roda hasta el rabo de gallo;
- cabo delgado que sirve para afirmar la gaza de un cuadernal o motón en cable o palo cuando requiere fuerza.